# Covrig

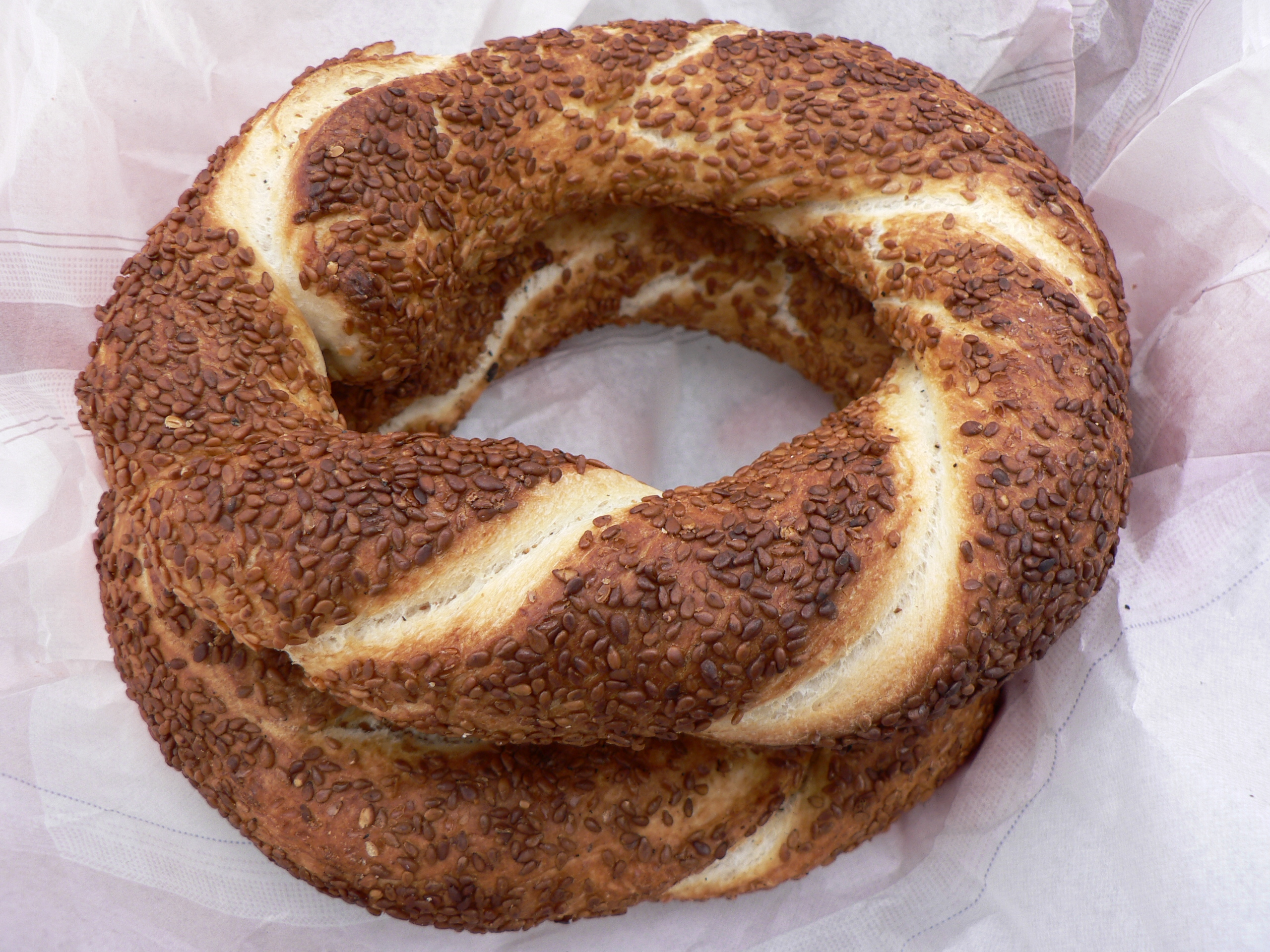
Doi covrigi

Covrigul (turcă: simit, greacă: koulouri, sârbă: đevrek, macedoneană: gjevrek, bulgară: gevrek — ultimele trei provenind din turcescul gevrek, însemnând „crocant”, ceea ce în unele părți ale Turciei este colocvial similar cu „simit”) este un produs de panificație de formă circulară presărat cu semințe, în general de susan sau mac, sau doar cu sare deasupra, foarte răspândit în Turcia, Grecia, Serbia, România, Bulgaria și alte părți ale Balcanilor, precum și în Orientul Mijlociu. Originea covrigilor este una neclară, unii spun că provin din Germania, alții atribuie meritul călugărilor italieni, însă totul a pornit în jurul anului 600. Cel mai vechi covrig din lume a fost descoperit în Germania, în timpul unei excavări, în apropierea Dunării, la Regensburg. După cercetări s-a aflat că are „vârsta” de 250 de ani.
Atât mărimea, cât și elasticitatea, proprietatea de a fi crocant, sau sămânța cu care este presărat, variază în funcție de zona geografică. În gastronomia turcească, simitul este servit în mod tradițional lângă ceai, jeleu de fructe, gem sau brânză. O alternativă poate fi servirea alături de un pahar de vin conform spuselor că, în România, la Buzău, în secolul 19, covrigii au fost introduși de vânzătorii greci care doreau să stimuleze consumul vinului. Aceștia s-au gândit că, pentru a-și atrage consumatorii și pentru a-i face să se bucure de savoarea fiecărei înghițituri de vin, să le ofere și covrigi calzi și aromați.
Simiții și koulurii sunt adesea vânduți de către comercianți stradali, aceștia având în genere un cărucior sau, mai rar, un chioșc (simigerie).
Un produs de panificație asemănător este polonezul obwarzanek, sau brezel (în zonele cu populație vorbitoare de limbă germană), acesta fiind însă fiert frugal înainte de a fi copt.

## Prima rețetă
Biserica a jucat un rol important în istoria covrigului. Covrigii, preparați dintr-un amestec simplu de apă, făină și sare, erau alimentul ideal pentru perioada Postului Mare, atunci când toate tipurile de carne, lactatele și ouăle erau interzise. Această practică este valabilă inclusiv azi în Biserica Ortodoxă, cu atât mai mult cu cât în anumite Posturi de peste an (și mai ales în Postul Mare) exista zile când nu se postește doar de carne, lactate și ouă ci nu se folosește nici uleiul vegetal (untdelemn) ca și ingredient alimentar.
Prima rețetă de covrigi, care s-a păstrat până astăzi, datează din 1607, figurând într-o carte intitulată “Tezaur de sănătate”. Ingredientele menționate sunt făina, ouă, unt, apă caldă, amestecate până se omogenizează, după care, din coca respectivă, se modelau covrigi, se puneau în apa caldă, apoi în apa rece și se introduceau în cuptor. Rostul introducerii în apa fierbinte era acela de a face ca amidonul din făină să se descompună, iar covrigii să se digere mai ușor (un fapt dedus din experiență, nu pentru că s-ar fi știut ceva, la vremea respectivă, despre glutenul prezent în cereale și, deci, și în făină).

## Recorduri
În 2015, în cadrul Festivalului Medieval de la Sighișoara, România, a fost copt cel mai mare covrig din lume realizat într-un festival medieval, numit „Hrana Uriașilor”. A măsurat 20 de metri în diametru și o suprafață desfășurată de 64 metri liniari. La aluatul din care a fost preparat s-au folosit 100 kg de făină și 1 kg de drojdie.
Alt record stabilit este cel din anul 2008, când Olaf Kluy și Manfred Keilwerth au preparat cel mai mare covrig, cu o greutate de 382 kg, o lungime de 8,20 m și o lățime de 3,10 m.

## În România
În anul 2014, la nivel național, erau înregistrate 4.000 de covrigării, din care 480 în București.
La o vânzare medie de 500 de covrigi pe zi, piața covrigilor din România ajungea la o valoare anuală de 160 de milioane de euro. În 2016, simigeria Luca a ajuns la venitul de 11 milioane de euro, cifra de afaceri a companiei crescând de peste 1.000 de ori de la intrarea pe piață în 2010, potrivit datelor publice.
Astăzi, covrigii de Buzău se află pe lista celor 13 produse românești bio, devenite marcă înregistrată în UE, alături de magiunul de Topoloveni, salamul de Sibiu, cârnații de Pleșcoi, țuica, palinca etc.
Românii mai pregătesc, de 9 martie, și sfințișorii sau mucenicii care se dau de pomană la cimitir.

## În Germania

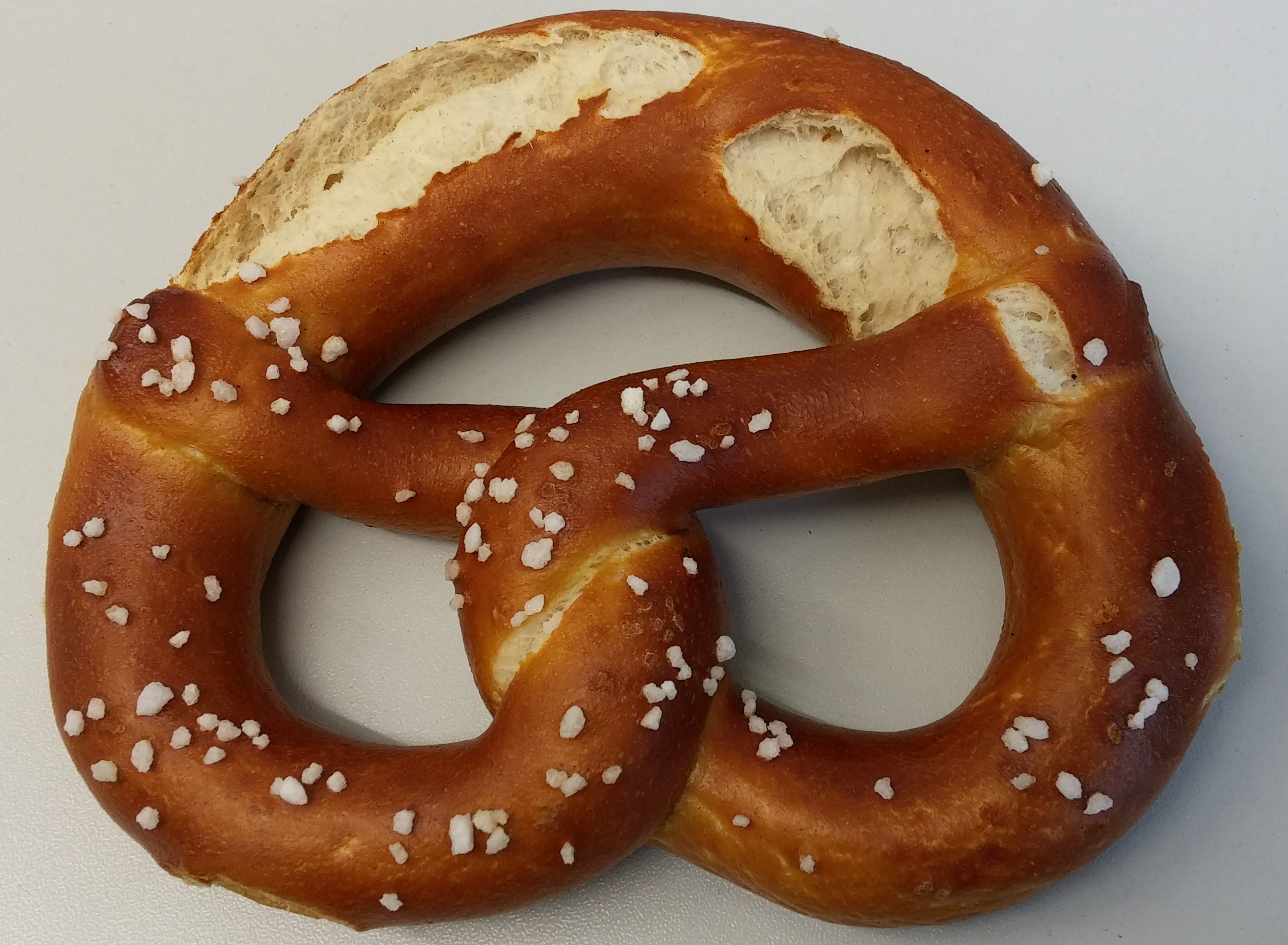
Brezel din Bavaria

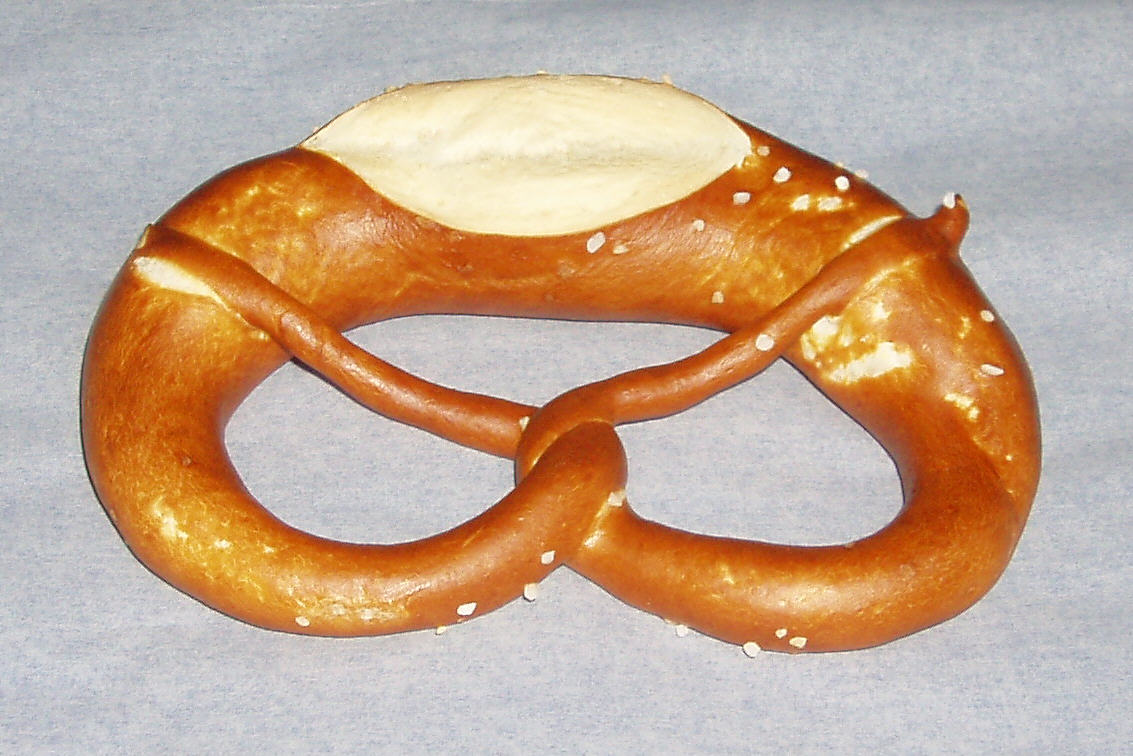
Brezel din Baden-Württemberg

În partea de sud a Germaniei, în anii 1400, se preparau celebrii covrigi „Brezel”, uneori ortografiat și Bretzel sau Brezen, a căror tradiție se păstrează și astăzi, fiind preluată și de austrieci și elvețieni.  Copiii îi purtau la gât de Anul Nou ca simbol al norocului și prosperității pentru anul care vine. Inițial aveau o formă rotundă cu semnificația religioasă de cer, pământ și divinitate, folosindu-se în ritualurile bisericești pe vremea lui Carol cel Mare (secolul 8).  
O legendă germană leagă apariția covrigilor Brezel de anul 1477, când, un brutar de la curtea regelui a fost trimis în închisoare, riscând să își piardă viața, deoarece nu copsese bine pâinea. Nevasta brutarului l-a rugat pe rege să îi mai dea soțului ei o șansă și suveranul a acceptat, cu o condiție: în trei zile, brutarul să facă o pâine prin care soarele să treacă de trei ori. Căutând, cu disperare, o soluție, brutarul a văzut-o pe soția lui rugându-se, în genunchi, cu brațele încrucișate pe piept și atunci a avut ideea de a împleti coca, redând atitudinea în care se ruga femeia, formându-se trei goluri în covrig, prin care soarele putea să treacă de trei ori, cum ceruse regele. În ultimul moment însă, înainte ca brutarul să pună pâinea (covrigii) în cuptor, pisica a răsturnat un vas cu bicarbonat de sodiu, peste aceștia. Neavând timp să pregătească alții, omul i-a spălat cu apã caldă și i-a copt, constatând că apa cu bicarbonat le dăduse un gust și o consistență foarte bună. De atunci, aceasta a rămas modalitatea de a prepara covrigii Brezel.

## În SUA

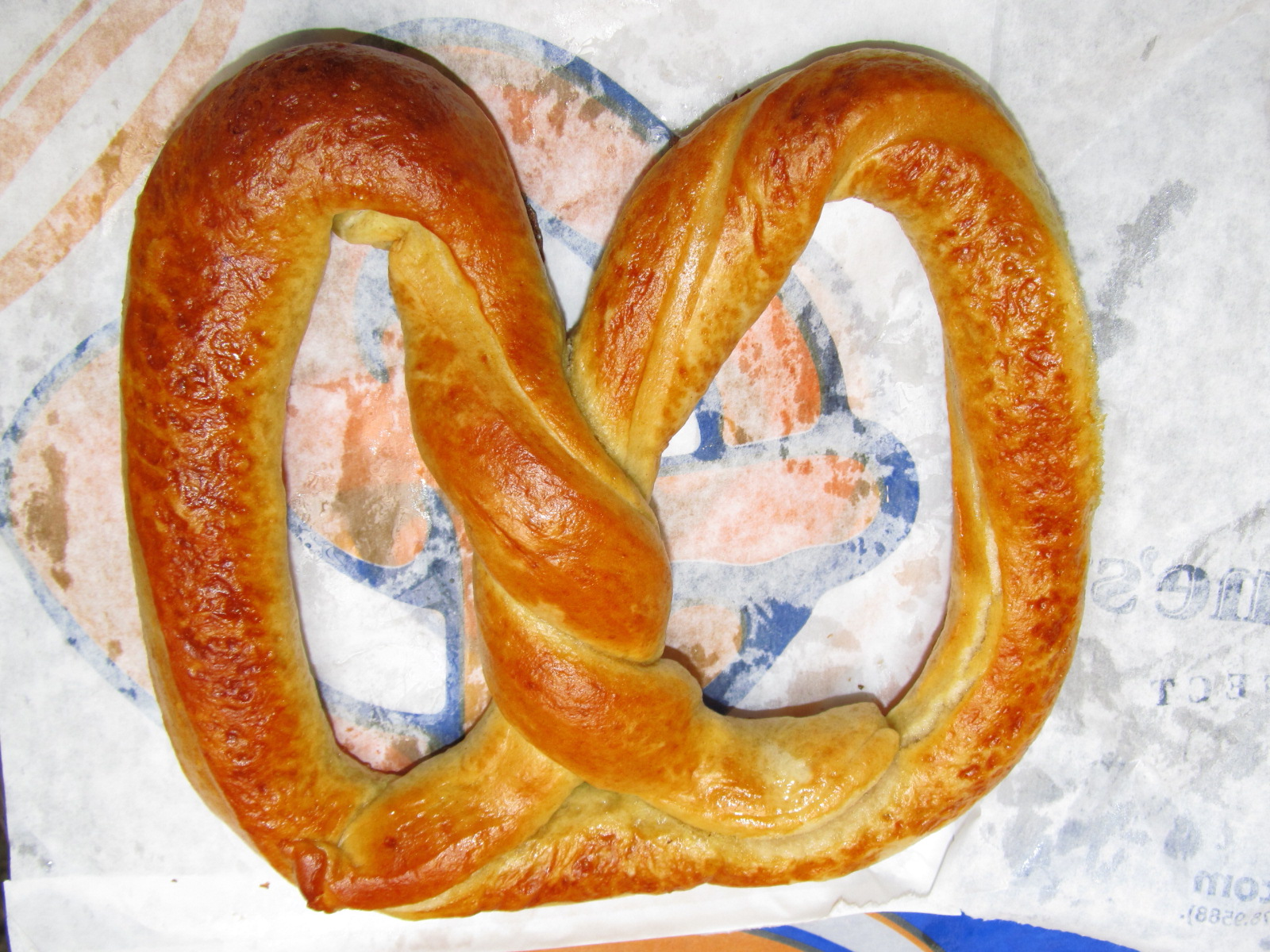
Pretzel din SUA

Imigranții germani au adus cu siguranță covrigi în jurul anului 1710. În anul 1861, în Pennsylvania, Julius Sturgis a fondat prima brutărie în care se preparau covrigi, în orașul Lititz.
Până în anii 1930, covrigii au fost fabricați manual, iar în 1935, Compania Reading Pretzel Machinery a introdus prima mașină de fabricat covrigi, ceea ce a permis brutarilor să scoată 245 de bucăți pe minut, față de 40 pe minut cât se producea manual. Astăzi, Pennsylvania este cunoscută ca o capitală a covrigilor americani, producând 80% din producția țării.
În SUA, este celebrat în fiecare an pe 26 aprilie, „Ziua Națională a Covrigului”.